# カワサキ・ニンジャZX-12R

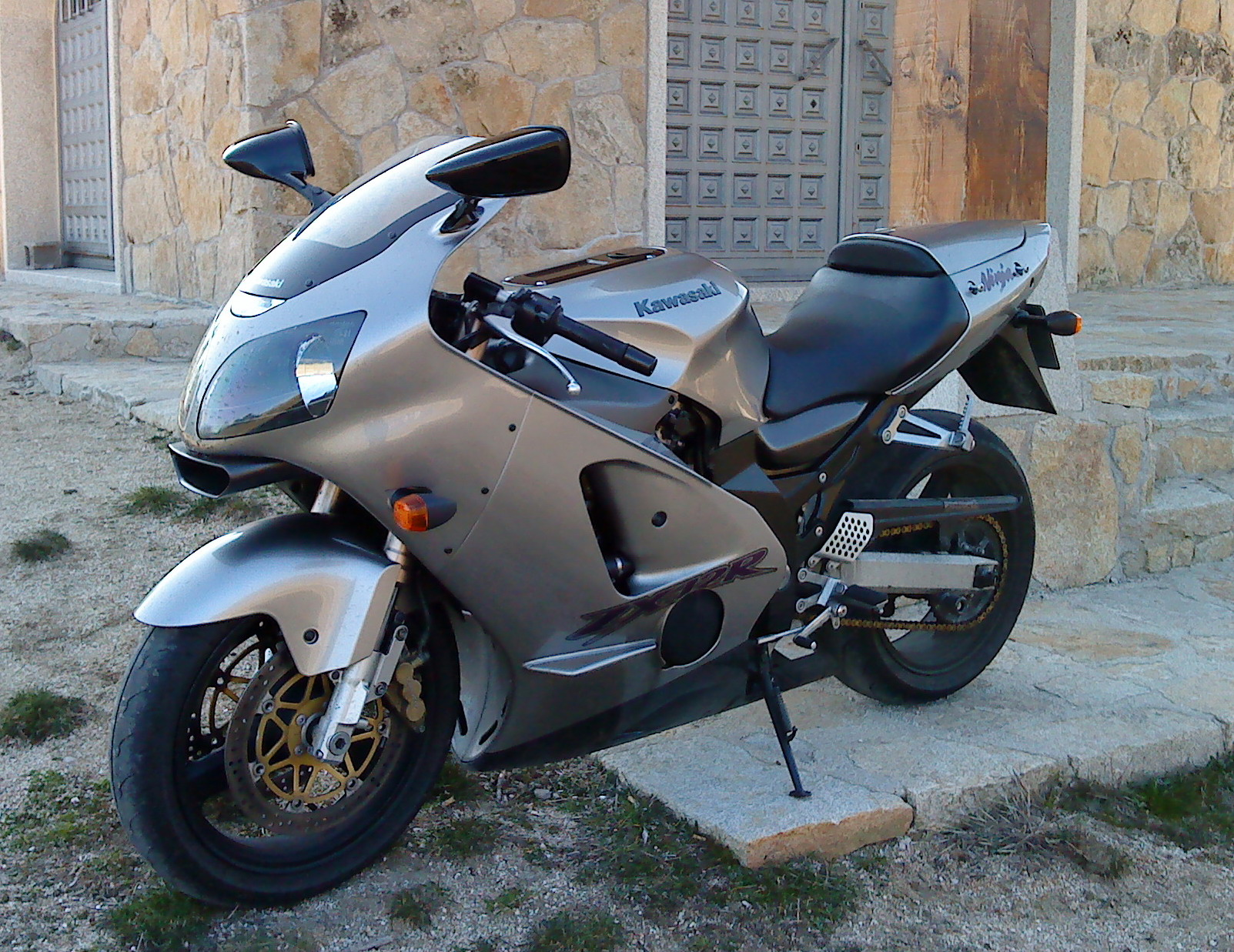
ZXｰ12R　2001年モデル

ニンジャZX-12R(ニンジャゼットエックス-トゥエルヴアール、ニンジャゼットエックス-じゅうにアール)とは、2000年にカワサキモータースが開発・発表した、日本国外への輸出用の大型自動二輪車(オートバイ)である。

## 概要
1990年に発売されたZZR1100は後に「メガスポーツ」と呼ばれる車両カテゴリーのパイオニアであり、市販車最速、時速300kmを視野に入れた新しいスーパースポーツとして人気を博していたが、1996年のホンダCBR1100XX SUPER BLACKBIRD、さらには市販状態で実測時速300km超を達成した1999年のスズキGSX1300Rハヤブサの登場により「市販車最速」の座を明け渡していた。本車はこの市販車最速の座をカワサキに奪還すべく2000年に発売された。
カワサキはこの新たなフラッグシップマシンにZZR1100とは異なるコンセプトを与え、カワサキのフラッグシップであると同時にスーパースポーツ車両であるZX-6R、ZX-9RといったZX-Rシリーズの最上位モデルと位置付けていた。そのため、ZZR1100に比べ日常使用やツーリング用途の使い勝手を犠牲にしスポーツ走行に特化したスパルタンな性格の車両となっている。これは前期型であるA型において顕著で、B型以降は日常での使い勝手が改善されている。
本車は2000年から2005年の間カワサキのフラッグシップであったが、その過激な性能とイメージからビジネスとしては成功したとは言えなかった。市場にはツアラーとしてのZZR1100の後継車種を望む声も強く、これを受けて2002年にはZZR1200が発売、さらにスーパーバイク世界選手権のレギュレーション変更を受けて2004年に排気量1,000ccのZX-10Rが発売されるとカワサキのフラッグシップマシンのあり方が見直される事となり、2006年、「メガスポーツ」の王道に回帰したZZR1400（ZX-14R）にフラッグシップの座を譲り、同年をもって生産終了となった。

## 車両解説
エンジンは新開発の水冷4ストローク直列4気筒1199cc、最高出力181ps(マレーシアモデル・ラムエア作動状態では190ps)、最大トルク14kgmを発揮する。
車体は他に例を見ないモノコック構造のメインパイプがエアボックスを兼ねるバックボーンフレームで、1200ccの直列4気筒車両でありながら非常にスリムな車体となっている。エンジンの大出力を効率よく路面に伝えるべくリアタイヤには市販車初となる200/50R17の極太サイズが採用された。
外見の特長として、乱流生成を抑止することにより造波抵抗を抑えるために、車体前方下部に航空機の尾翼の様な『整流ウイング』が設けられている。
非公式ではあるが350km/hメーターを振り切り実測でも320km/h以上の実力を持っている。300km/h以上で走り続けることを前提にした空力設計によりライダーに当たる風も少なく、楽に300km/hオーバーを実現する。また、一般道での乗りづらさにもつながっている剛性感ではあるが、その速度域でのスラロームさえ可能とする唯一のマシンであった。
本車の登場により、さらなる市販車における最高速競争の激化が危惧され、2001年に欧州市場において300km/hの自主規制が導入されるに至った。これにより以後新たに発売されるモデルからはスピードメーターに300km/h以上の表示はなくなり、299km/hで作動するスピードリミッターが装備されることとなった。

## モデル一覧

### ZX1200-A1(2000年)
初期型は非常にピーキーで扱いが難しいエンジンや神経質なハンドリングなど、扱いやすいと評されたライバルのハヤブサと対照的にライダーに高度なライディングスキルを要求する、いわば乗り手を選ぶ車両であった。本年式は350km/hフルスケールのスピードメーターを備え、スピードリミッターの無い唯一の形式である。

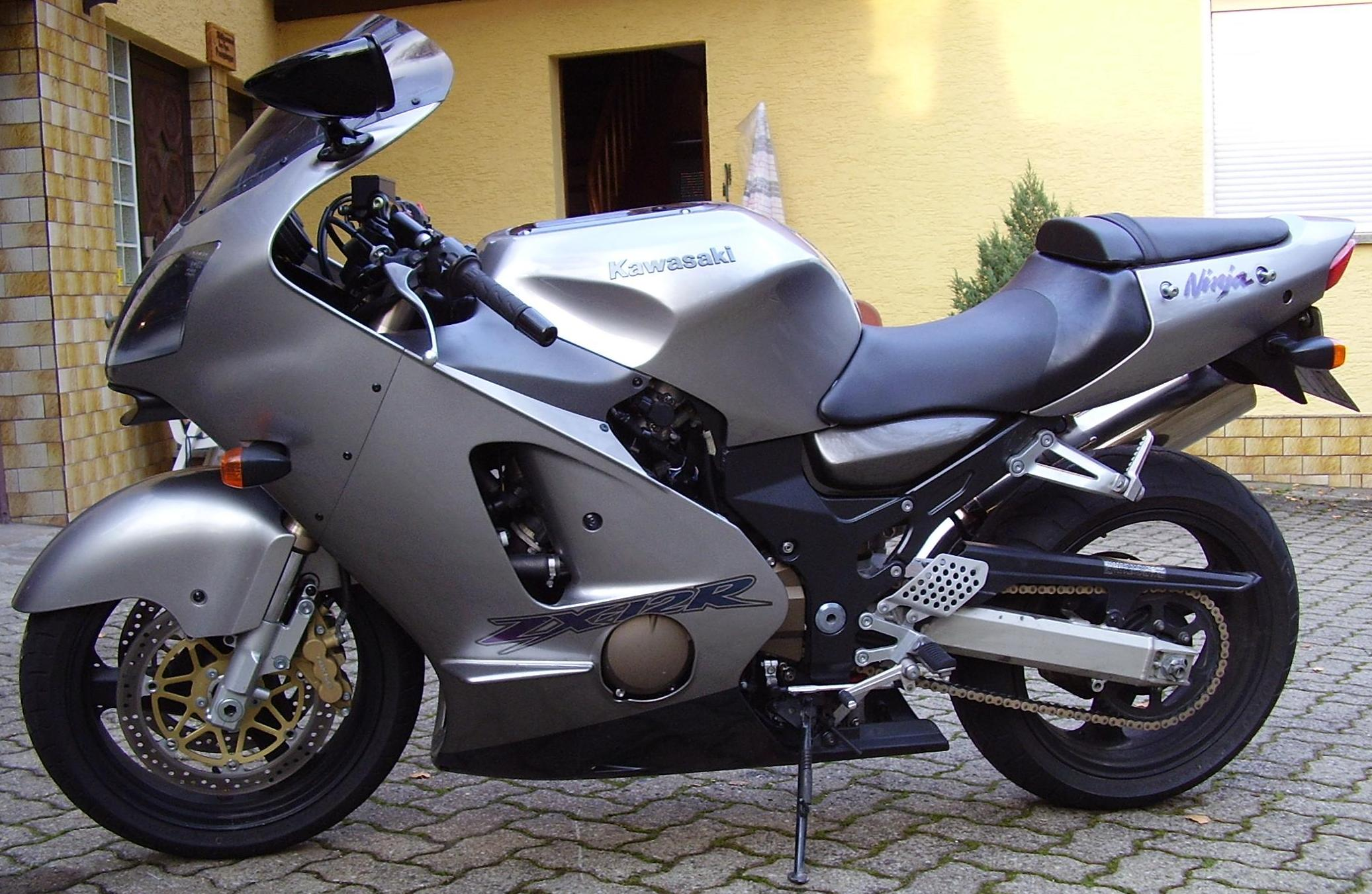
2001年モデル

### ZX1200-A2(2001年)
欧州での最高速度自主規制導入により時速299kmで作動するリミッターが導入され、スピードメーターは300km/hフルスケール(300km/hに表示は無く、目盛のみ)に変更された。

### ZX1200-B1(2002年)
2002年モデルより、エンジンや外装、足回り、ギア比などを中心に200箇所以上の大幅なモディファイが実施された。クランクマス20%増加、インジェクションの特性も見直されニュートラルとなったエンジン特性やハンドリングとなり、峠道などでのワインディング走行も存分に楽しめるようなセッティングになっている。アフターパーツも豊富にありコーナリング性能と最高速性能が共存するモデルとなっている。

### ZX1200-B2(2003年)
カラー変更のみ実施

### ZX1200-B3(2004年)
フロントブレーキにラジアルマウントブレーキキャリパーを採用。ECUのビット数も倍（16bit→32bit）になり高所でのアイドリングも安定した。アフターパーツによるリミッター解除も難しいモデルであることから、300km/hまでの速度域での快適性を進めたモデルとなっている。

### ZX1200-B4(2005年)
カラー変更のみ実施

### ZX1200-B6(2006年)
カラー変更のみ実施　最終生産型